# Hieroglify (geologia)

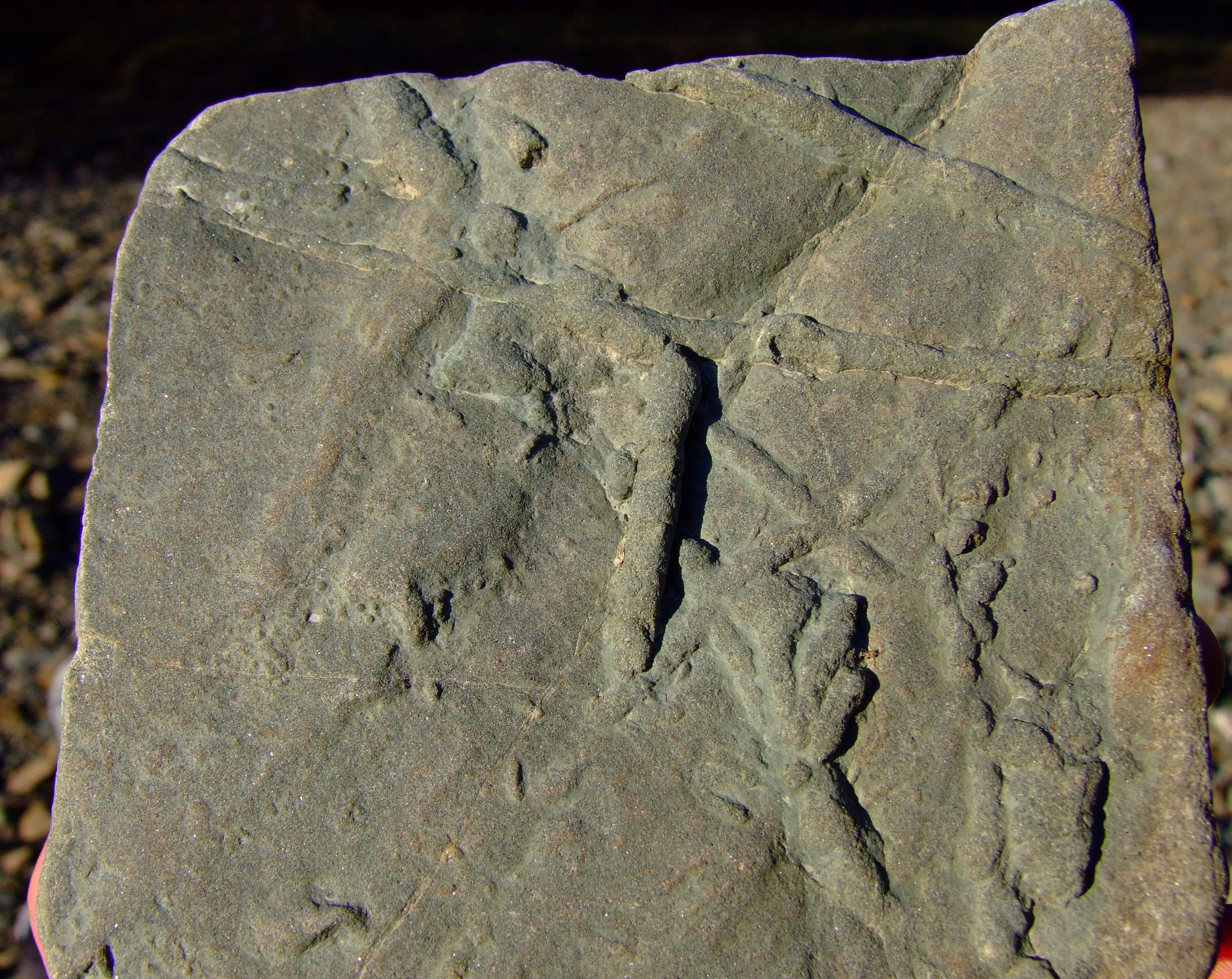
Hieroglify na piaskowcu

Hieroglify – struktury sedymentacyjne będące odlewem niewielkich form erozyjnych (np. jamek wirowych), śladów organizmów lub struktur obciążeniowych (pogrązów) zachowane na spągowej (dolnej) powierzchni ławicy skalnej. 
Ze względu na biologiczną lub abiotyczną genezę wydziela się :
- bioglify
- mechanoglify

Do bardziej powszechnych hieroglifów zalicza się :
- Hieroglify prądowe (odlewy wyżłobień, jamek utworzonych przez prąd wodny)
- Hieroglify deformacyjne (odlewy związane z pogrązami)
- Hieroglify narzędziowe (odlewy zagłębień wytworzonych przez wleczone przez falowanie lub prąd przedmioty)

Hieroglify występują we wszystkich rodzajach skał osadowych, jednak najpowszechniejsze są w skałach klastycznych (zlepieńce, piaskowce, mułowce), w tym we fliszu. 
Hieroglify są używane do wyznaczania pierwotnego ułożenia sfałdowanych warstw skalnych, gdyż tworzyły się zawsze na pierwotnej dolnej powierzchni ławicy. Niektóre rodzaje hieroglifów są użyteczne w rekonstrukcji kierunku przepływu prądu. 
Hieroglify będące odlewami śladów drążenia podłoża przez zwierzęta (hieroglify organiczne) są skamieniałościami śladowymi.